# RMF24
RMF24 – polski internetowy portal informacyjny aktywny od 25 stycznia 2010, a od 22 marca 2021 także informacyjna stacja radiowa nadająca w Internecie. RMF24 prezentuje informacje o wydarzeniach w Polsce i za granicą w kategoriach: fakty, ekonomia, sport, kultura, nauka, opinie, raporty, wideo, audio i foto. Informacje są redagowane przez dziennikarzy i korespondentów Faktów RMF FM. Serwis był notowany w rankingu Alexa na miejscu 13 860.
Na portalu można odsłuchać najnowsze wydanie Faktów RMF FM, wcześniejsze serwisy informacyjne oraz audycje radiowe jak np. Poranna Rozmowa w RMF FM oraz GOŚĆ Krzysztofa Ziemca. Na stronie portalu znajdują się również informacje zgłaszane na Gorącą linię RMF FM przez słuchaczy. Zarówno na stronie internetowej, jak i w radiu można słuchać pełnych, poszerzonych wydań programów publicystycznych, które w krótszej formie emitowane są na antenie ogólnopolskiej rozgłośni RMF FM.